# IC 3278
IC 3278 је спирална галаксија у сазвјежђу Береникина коса која се налази на листи објеката дубоког неба у Индекс каталогу.
Деклинација објекта је + 27° 25' 20" а ректасцензија 12h 24m 15,0s. Привидна величина (магнитуда) објекта IC 3278 износи 15,2 а фотографска магнитуда 16,0. IC 3278 је још познат и под ознакама KUG 1221+276, PGC 40345.